# Инишева, Лидия Ивановна
Лидия Ивановна Инишева — доктор сельскохозяйственных наук, профессор, член-корреспондент Российской академии сельскохозяйственных наук, руководитель проблемной лаборатории агроэкологии Томского государственного педагогического университета, ведущий специалист в области комплексного использования торфяных ресурсов.

## Биография
Родилась 10.07.1947 г. в п. Сеймчан Среднеканского района Хабаровского края (с 1954 года — Магаданской области).
В 1964 году окончила заочную среднюю школу в п. Сеймчан.
Окончила Томский государственный университет (1969).
Старший инженер института Томскгипроводхоз (1969—1973), старший научный сотрудник Томского отделения мелиорации Западно-Сибирского филиала ВНИИ гидротехники и мелиорации им. А. Н. Костякова (1973—1985).
В 1978 г. защитила в МГУ кандидатскую диссертацию по теме «Влияние орошения на режимы почв поймы р. Томь»
С 1985 года зам. директора по науке и зав. лабораторией Сибирского НИИ торфа.
Доктор с.-х. наук (1993), член-корреспондент РАСХН (1999), член-корреспондент РАН (2014).